# Базилевская, Галина Александровна
Галина Александровна Базилевская (род. 29 июня 1936 года) — советский и российский астрофизик, лауреат Ленинской премии (1976).

## Биография
В 1959 году — окончила физический факультет МГУ (1959).
После окончания МГУ и до настоящего времени работает в лаборатории физики Солнца и космических лучей Физического института имени П. Н. Лебедева АН СССР (РАН), в настоящее время (2017) — главный научный сотрудник.
В 1984 году — защитила докторскую диссертацию, тема: «Солнечные протоны с энергией больше 100 МэВ по данным измерений в стратосфере».
Область научных интересов — физика атомного ядра и элементарных частиц.
Профессор. Член бюро и учёный секретарь научного совета РАН по комплексной проблеме «Космические лучи». Член секции по космическим лучам в совете по исследованию космоса РАН. Член диссертационного совета МИФИ.

## Книги
- 1990 Solar proton events 1980—1986, CATALOGUE. Yu.I. Logachev (ed.), in Russian. Part 1 (160 pp.), part 2 (204 pp.); Bazilevskaya G.A., Vashenyuk E.V., Ishkov V.N., Miroshnichenko L.I., Nazarova M.N., Pereyaslova N.K., Sladkova A.I., Stupishin A.G., Ul’yev V.A., Chertok I.M. World Data Center-B2 Moscow, 364 с.
- 1986 Catalogue of energy spectra of solar proton events 1970—1979. Yu.I. Logachev (ed.), in Russian. Bazilevskaya G.A., Vashenyuk E.V., Ishkov V.N., Miroshnichenko L.I., Nazarova M.N., Pereyaslova N.K., Sladkova A.I., Stupishin A.G., Ul’yev V.A., Chertok I.M. Moscow, IZMIRAN; Moscow, IZMIRAN;, 235 с.
- 1983 Catalogue of solar proton events 1970—1979. Yu.I. Logachev (ed.), in Russian. Akiniyan S.T., Bazilevskaya G.A., Ishkov V.N., Miroshnichenko L.I., Nazarova M.N., Pereyaslova N.K., Pogodin I.E., Sladkova A.I., Ul’yev V.A., Chertok I/V/ 7 G A Bazilevskaya I.M., Vashenyuk E.V., Pereyaslova N.K., Stupishin A.G., Ul’yev V.A., Chertok I.M. Moscow, IZMIRAN; Moscow, IZMIRAN, 184 с.

## Награды
- Ленинская премия (1976) — за стратосферные исследования вспышек космических лучей на Солнце и процессов солнечной модуляции галактических космических лучей.
- Золотая медаль имени Д. В. Скобельцына (2014) — за выдающийся вклад в физику космических лучей и солнечно-земную физику.